# 1966-os sakkolimpia
A 17. sakkolimpiát 1966. október 23. és november 20. között Kubában, Havannában, a Habana Libre Hotelben rendezték meg. A szervezőbizottság elnöki tisztét maga Fidel Castro látta el.

## A résztvevők
A versenyre 52 ország csapata nevezett 299 versenyzővel, akik között 38 nemzetközi nagymester és 45 nemzetközi mester volt. A csapatokban egyidejűleg 4 fő játszott, és 2 tartalékot nevezhettek. A játékosok között erősorrendet kellett megadni, és egy-egy fordulóban a 6 játékosból bárki játszhatott, de csak szigorúan az előre megadott erősorrendben ülhettek le a táblákhoz.
Az előző olimpián bronzérmes NSZK csapata politikai okokból bojkottálta az olimpiát, de az amerikai–kubai válság nem érintette az USA csapatának részvételét.

## A verseny lefolyása
Az 52 csapatot hét csoportba sorsolták. Minden csoportból az első két helyezett jutott az „A” döntőbe, a 3–4. helyezettek a „B” döntőbe, az 5–6. helyezettek a „C” döntőbe, míg a fennmaradó csapatok alkották a „D” döntő mezőnyét.
A versenyt a csapatok között körmérkőzéses formában rendezték. A csapat eredményét az egyes versenyzők által megszerzett pontok alapján számolták. Holtverseny esetén vették csak figyelembe a csapateredményeket, ahol a csapatgyőzelem 2 pontot, a döntetlen 1 pontot ért. Ennek egyenlősége esetén a súlyozatlan Sonneborn–Berger-számítást vették alapul. Ennek a 3. hely eldöntésében volt jelentősége a magyar és a jugoszláv csapat között, ami a magyar csapatnak kedvezett. A súlyozott számítás esetén a jugoszláv válogatott kapta volna a bronzérmet.
A játszmákban fejenként 2,5 óra állt rendelkezésre az első 40 lépés megtételéhez, majd 16 lépésenként további 1 óra.
A versenyen az olimpiai bajnoki cím védője, a szovjet válogatott volt ezúttal is a favorit, annak ellenére, hogy nem játszatták Botvinniket, Szmiszlovot és Kerest. Mögöttük az amerikai, a jugoszláv és a magyar válogatottat tartották csak esélyesnek arra, hogy némileg megszorítsák őket, de az egész mezőnyben egyedül a magyaroknak sikerült döntetlent elérni a Petroszjánnal, Szpasszkijjal, Tallal, Korcsnojjal és Polugajevszkijjal felálló szovjet csapat ellen.

## A verseny végeredménye

### Az elődöntők
- Első csoport:

| H.  | Ország         | 1  | 2  | 3  | 4  | 5  | 6  | 7  | 8  |  | + | − | = | Pont |
| --- | -------------- | -- | -- | -- | -- | -- | -- | -- | -- |  | - | - | - | ---- |
| «A» | Szovjetunió    |    | 2½ | 3½ | 3½ | 3½ | 3½ | 4  | 4  |  | 7 | 0 | 0 | 24½  |
| «A» | Spanyolország  | 1½ |    | 3  | 2  | 3  | 4  | 3  | 4  |  | 5 | 1 | 1 | 20½  |
| «B» | Svájc          | ½  | 1  |    | 4  | 2½ | 3  | 3½ | 4  |  | 5 | 2 | 0 | 18½  |
| «B» | Svédország     | ½  | 2  | 0  |    | 2½ | 3½ | 3  | 4  |  | 4 | 2 | 1 | 15½  |
| «C» | Fülöp-szigetek | ½  | 1  | 1½ | 1½ |    | 2½ | 2½ | 4  |  | 3 | 4 | 0 | 13½  |
| «C» | Uruguay        | ½  | 0  | 1  | ½  | 1½ |    | 2  | 3½ |  | 1 | 5 | 1 | 9    |
| «D» | Monaco         | 0  | 1  | ½  | 1  | 1½ | 2  |    | 1½ |  | 0 | 6 | 1 | 7½   |
| «D» | Hongkong       | 0  | 0  | 0  | 0  | 0  | ½  | 2½ |    |  | 1 | 6 | 0 | 3    |

- Második csoport:

| H.  | Ország      | 1 | 2  | 3  | 4  | 5  | 6  | 7  |  | + | − | = | Pont |
| --- | ----------- | - | -- | -- | -- | -- | -- | -- |  | - | - | - | ---- |
| «A» | Jugoszlávia |   | 3½ | 3½ | 3½ | 3  | 4  | 3½ |  | 6 | 0 | 0 | 21   |
| «A» | Izland      | ½ |    | 1  | 3½ | 1½ | 3½ | 3½ |  | 3 | 3 | 0 | 13½  |
| «B» | Indonézia   | ½ | 3  |    | 1½ | 2  | 2  | 3½ |  | 2 | 2 | 2 | 12½  |
| «B» | Ausztria    | ½ | ½  | 2½ |    | 3  | 1½ | 4  |  | 3 | 3 | 0 | 12   |
| «C» | Törökország | 1 | 2½ | 2  | 1  |    | 2½ | 2  |  | 2 | 2 | 2 | 11   |
| «C» | Mongólia    | 0 | ½  | 2  | 2½ | 1½ |    | 2½ |  | 2 | 3 | 1 | 9    |
| «D» | Mexikó      | ½ | ½  | ½  | 0  | 2  | 1½ |    |  | 0 | 5 | 1 | 5    |

- Harmadik csoport:

| H.  | Ország                    | 1  | 2  | 3 | 4  | 5  | 6  | 7  |  | + | − | = | Pont |
| --- | ------------------------- | -- | -- | - | -- | -- | -- | -- |  | - | - | - | ---- |
| «A» | Amerikai Egyesült Államok |    | 1½ | 3 | 2  | 3½ | 3½ | 4  |  | 4 | 1 | 1 | 17½  |
| «A» | Norvégia                  | 2½ |    | 2 | 1½ | 4  | 3  | 3½ |  | 4 | 1 | 1 | 16½  |
| «B» | Lengyelország             | 1  | 2  |   | 3  | 3½ | 4  | 3  |  | 4 | 1 | 1 | 16½  |
| «B» | Izrael                    | 2  | 2½ | 1 |    | 3  | 3  | 4  |  | 4 | 1 | 1 | 15½  |
| «C» | Ecuador                   | ½  | 0  | ½ | 1  |    | 2½ | 3  |  | 2 | 4 | 0 | 7½   |
| «C» | Portugália                | ½  | 1  | 0 | 1  | 1½ |    | 2  |  | 0 | 5 | 1 | 6    |
| «D» | Bolívia                   | 0  | ½  | 1 | 0  | 1  | 2  |    |  | 0 | 5 | 1 | 4½   |

- Negyedik csoport:

| H.  | Ország                  | 1  | 2  | 3  | 4  | 5  | 6  | 7  |  | + | − | = | Pont |
| --- | ----------------------- | -- | -- | -- | -- | -- | -- | -- |  | - | - | - | ---- |
| «A» | Argentína               |    | 2½ | 3  | 3  | 4  | 4  | 4  |  | 6 | 0 | 0 | 20½  |
| «A» | Dánia                   | 1½ |    | 1½ | 3½ | 3½ | 4  | 4  |  | 4 | 2 | 0 | 18   |
| «B» | Anglia                  | 1  | 2½ |    | 3  | 2½ | 3½ | 2½ |  | 5 | 1 | 0 | 15   |
| «B» | Franciaország           | 1  | ½  | 1  |    | 2  | 2½ | 2½ |  | 2 | 3 | 1 | 9½   |
| «C» | Írország                | 0  | ½  | 1½ | 2  |    | 2½ | 1½ |  | 1 | 4 | 1 | 8    |
| «C» | Chile                   | 0  | 0  | ½  | 1½ | 1½ |    | 3½ |  | 1 | 5 | 0 | 7    |
| «D» | Dél-afrikai Köztársaság | 0  | 0  | 1½ | 1½ | 2½ | ½  |    |  | 1 | 5 | 0 | 6    |

- Ötödik csoport:

| H.  | Ország        | 1 | 2  | 3  | 4  | 5  | 6  | 7  |  | + | − | = | Pont |
| --- | ------------- | - | -- | -- | -- | -- | -- | -- |  | - | - | - | ---- |
| «A» | Csehszlovákia |   | 2  | 3  | 4  | 4  | 4  | 4  |  | 5 | 0 | 1 | 21   |
| «A» | NDK           | 2 |    | 2½ | 3  | 3½ | 4  | 4  |  | 5 | 0 | 1 | 19   |
| «B» | Kanada        | 1 | 1½ |    | 4  | 3½ | 4  | 4  |  | 4 | 2 | 0 | 18   |
| «B» | Skócia        | 0 | 1  | 0  |    | 2½ | 2½ | 3½ |  | 3 | 3 | 0 | 9½   |
| «C» | Olaszország   | 0 | ½  | ½  | 1½ |    | 2½ | 3½ |  | 2 | 4 | 0 | 8½   |
| «C» | Luxemburg     | 0 | 0  | 0  | 1½ | 1½ |    | 3½ |  | 1 | 5 | 0 | 6½   |
| «D» | Ciprus        | 0 | 0  | 0  | ½  | ½  | ½  |    |  | 0 | 6 | 0 | 1½   |

- Hatodik csoport:

| H.  | Ország       | 1  | 2  | 3  | 4  | 5  | 6  | 7  | 8  |  | + | − | = | Pont |
| --- | ------------ | -- | -- | -- | -- | -- | -- | -- | -- |  | - | - | - | ---- |
| «A» | Magyarország |    | 3  | 2½ | 4  | 4  | 3  | 3½ | 3½ |  | 7 | 0 | 0 | 23½  |
| «A» | Kuba         | 1  |    | 2  | 2½ | 3½ | 4  | 4  | 4  |  | 5 | 1 | 1 | 21   |
| «B» | Hollandia    | 1½ | 2  |    | 2½ | 4  | 3½ | 3½ | 3½ |  | 5 | 1 | 1 | 20½  |
| «B» | Belgium      | 0  | 1½ | 1½ |    | 2  | 2  | 3½ | 4  |  | 2 | 3 | 2 | 14½  |
| «C» | Venezuela    | 0  | ½  | 0  | 2  |    | 2½ | 3½ | 4  |  | 3 | 3 | 1 | 12½  |
| «C» | Tunézia      | 1  | 0  | ½  | 2  | 1½ |    | 3½ | 3  |  | 2 | 4 | 1 | 11½  |
| «D» | Panama       | ½  | 0  | ½  | ½  | ½  | ½  |    | 4  |  | 1 | 6 | 0 | 6½   |
| «D» | Libanon      | ½  | 0  | ½  | 0  | 0  | 1  | 0  |    |  | 0 | 7 | 0 | 2    |

- Hetedik csoport:

| H.  | Ország      | 1  | 2 | 3  | 4  | 5  | 6  | 7  | 8  |  | + | − | = | Pont |
| --- | ----------- | -- | - | -- | -- | -- | -- | -- | -- |  | - | - | - | ---- |
| «A» | Románia     |    | 2 | 2½ | 2½ | 3½ | 4  | 4  | 4  |  | 6 | 0 | 1 | 22½  |
| «A» | Bulgária    | 2  |   | 3  | 2  | 3  | 3½ | 4  | 4  |  | 5 | 0 | 2 | 21½  |
| «B» | Kolumbia    | 1½ | 1 |    | 2½ | 2  | 2  | 4  | 4  |  | 3 | 2 | 2 | 17   |
| «B» | Finnország  | 1½ | 2 | 1½ |    | 2½ | 2  | 3½ | 4  |  | 3 | 2 | 2 | 17   |
| «C» | Görögország | ½  | 1 | 2  | 1½ |    | 2  | 3  | 4  |  | 2 | 3 | 2 | 14   |
| «C» | Puerto Rico | 0  | ½ | 2  | 2  | 2  |    | 2  | 3½ |  | 1 | 2 | 4 | 12   |
| «D» | Marokkó     | 0  | 0 | 0  | ½  | 1  | 2  |    | 2½ |  | 1 | 5 | 1 | 6    |
| «D» | Nicaragua   | 0  | 0 | 0  | 0  | 0  | ½  | 1½ |    |  | 0 | 7 | 0 | 2    |

### Az „A” döntő végeredménye
| H.  | Ország                    | 1  | 2  | 3  | 4  | 5  | 6  | 7  | 8  | 9  | 10 | 11 | 12 | 13 | 14 | P   | MP | SB     | +  | = | -  |
| --- | ------------------------- | -- | -- | -- | -- | -- | -- | -- | -- | -- | -- | -- | -- | -- | -- | --- | -- | ------ | -- | - | -- |
| 1.  | Szovjetunió               | ●  | 2½ | 2  | 2½ | 3  | 2½ | 3½ | 3  | 2½ | 4  | 3  | 3½ | 4  | 3½ | 39½ | 25 | 307,75 | 12 | 1 | 0  |
| 2.  | Amerikai Egyesült Államok | 1½ | ●  | 2  | 1½ | 3  | 2½ | 2  | 2  | 3  | 3½ | 3½ | 4  | 3  | 3  | 34½ | 19 | 212,25 | 8  | 3 | 2  |
| 3.  | Magyarország              | 2  | 2  | ●  | 2  | 2  | 1½ | 2½ | 2½ | 2½ | 3½ | 3  | 3½ | 3  | 3½ | 33½ | 20 | 232,25 | 8  | 4 | 1  |
| 4.  | Jugoszlávia               | 1½ | 2½ | 2  | ●  | 2  | 1½ | 2½ | 2½ | 3  | 3  | 3  | 3½ | 4  | 2½ | 33½ | 20 | 229,75 | 9  | 2 | 2  |
| 5.  | Argentína                 | 1  | 1  | 2  | 2  | ●  | 2  | 2½ | 1½ | 3½ | 3  | 2½ | 2½ | 3  | 3½ | 30  | 17 | 185,25 | 7  | 3 | 3  |
| 6.  | Csehszlovákia             | 1½ | 1½ | 2½ | 2½ | 2  | ●  | 1  | 3  | 2  | 2  | 3  | 2½ | 3  | 3  | 29½ | 17 | 194,25 | 7  | 3 | 3  |
| 7.  | Bulgária                  | ½  | 2  | 1½ | 1½ | 1½ | 3  | ●  | 1½ | 2  | 2½ | 3  | 3  | 3½ | 3  | 28½ | 14 | 142,50 | 6  | 2 | 5  |
| 8.  | Románia                   | 1  | 2  | 1½ | 1½ | 2½ | 1  | 2½ | ●  | 2½ | 2½ | 2  | 2  | 2  | 3½ | 26½ | 14 | 158,75 | 5  | 4 | 4  |
| 9.  | NDK                       | 1½ | 1  | 1½ | 1  | ½  | 2  | 2  | 1½ | ●  | 1½ | 3½ | 3  | 4  | 2½ | 25½ | 10 | 92,00  | 4  | 2 | 7  |
| 10. | Dánia                     | 0  | ½  | ½  | 1  | 1  | 2  | 1½ | 1½ | 2½ | ●  | 1  | 2½ | 2½ | 3½ | 20  | 9  | 84,25  | 4  | 1 | 8  |
| 11. | Izland                    | 1  | ½  | 1  | 1  | 1½ | 1  | 1  | 2  | ½  | 3  | ●  | 1½ | 2½ | 2½ | 19  | 7  | 59,25  | 3  | 1 | 9  |
| 12. | Spanyolország             | ½  | 0  | ½  | ½  | 1½ | 1½ | 1  | 2  | 1  | 1½ | 2½ | ●  | 2  | 3½ | 18  | 6  | 51,25  | 2  | 2 | 9  |
| 13. | Norvégia                  | 0  | 1  | 1  | 0  | 1  | 1  | ½  | 2  | 0  | 1½ | 1½ | 2  | ●  | 2½ | 14  | 4  | 34,25  | 1  | 2 | 10 |
| 14. | Kuba                      | ½  | 1  | ½  | 1½ | ½  | 1  | 1  | ½  | 1½ | ½  | 1½ | ½  | 1½ | ●  | 12  | 0  | 0,00   | 0  | 0 | 13 |

### A magyar versenyzők eredményei
| Forduló                            | Ellenfél                           | Portisch Lajos   | Portisch Lajos | Szabó László    | Szabó László | Bilek István          | Bilek István | Lengyel Levente | Lengyel Levente | Forintos Győző | Forintos Győző | Bárczay László | Bárczay László | Pont |
| ---------------------------------- | ---------------------------------- | ---------------- | -------------- | --------------- | ------------ | --------------------- | ------------ | --------------- | --------------- | -------------- | -------------- | -------------- | -------------- | ---- |
| Elődöntő (6. csoport)              |                                    |                  |                |                 |              |                       |              |                 |                 |                |                |                |                |      |
| 1                                  | Hollandia                          | Bouwmeester      | ½              | Prins           | 1            | Zuidema               | 1            | Langeweg        | 0               |                |                |                |                | 2½   |
| 2                                  | Panama                             | Pérez            | 1              |                 |              |                       |              | Martínez        | ½               | Van der Hans   | 1              | Rivera         | 1              | 3½   |
| 3                                  | Venezuela                          |                  |                | Schorr          | 1            | Díaz                  | 1            |                 |                 | Villaroel      | 1              | Hernandez      | 1              | 4    |
| 4                                  | Tunézia                            |                  |                |                 |              | Belkadi               | 1            | Bouaziz         | 1               | Kchouk         | 0              | Ben Rehouma    | 1              | 3    |
| 5                                  | Belgium                            | Boey             | 1              | Cornelis        | 1            |                       |              |                 |                 | Mollekens      | 1              | Beyen          | 1              | 4    |
| 6                                  | Kuba                               | Jiménez Zerquera | ½              | Ortega          | 1            | Cobo Arteaga          | ½            | García Martínez | 1               |                |                |                |                | 3    |
| 7                                  | Libanon                            |                  |                |                 |              | Tarazi                | 1            | Bedros          | ½               | Galeb          | 1              | Salameh        | 1              | 3½   |
| „A” döntő                          |                                    |                  |                |                 |              |                       |              |                 |                 |                |                |                |                |      |
| 1                                  | Norvégia                           | Johannessen      | 1              | Zwaig           | 1            |                       |              |                 |                 | Kristiansen    | 0              | De Lange       | 1              | 3    |
| 2                                  | Jugoszlávia                        | Gligorić         | 1              | Ivkov           | ½            | Matanović             | ½            | Matulović       | 0               |                |                |                |                | 2    |
| 3                                  | Argentína                          | Miguel Najdorf   | ½              | Panno           | ½            | Bolbochán             | ½            |                 |                 |                |                | García         | ½              | 2    |
| 4                                  | Bulgária                           |                  |                | Minev           | ½            | Bobotsov              | ½            | Padevsky        | ½               | Kolarov        | 1              |                |                | 2½   |
| 5                                  | Csehszlovákia                      | Pachman          | ½              |                 |              | Hort                  | ½            | Filip           | 0               | Kaválek        | ½              |                |                | 1½   |
| 6                                  | Amerikai Egyesült Államok          | Bobby Fischer    | 0              | Byrne           | ½            | Evans                 | ½            |                 |                 |                |                | Addison        | 1              | 2    |
| 7                                  | Kuba                               | Jiménez Zerquera | 1              |                 |              | Ortega                | 1            | Cobo Arteaga    | ½               | Santa Cruz     | 1              |                |                | 3½   |
| 8                                  | Dánia                              | Bent Larsen      | 1              | Brinck-Claussen | 1            |                       |              |                 |                 | Andersen       | 1              | Holm           | ½              | 3½   |
| 9                                  | Szovjetunió                        | Borisz Szpaszkij | ½              | Mihail Tal      | ½            | Stein                 | 1            | Viktor Korcsnoj | 0               |                |                |                |                | 2    |
| 10                                 | Spanyolország                      | Pomar Salamanca  | ½              | Medina García   | 1            | Menvielle Lacourrelle | 1            |                 |                 |                |                | Calvo Mínguez  | 1              | 3½   |
| 11                                 | Izland                             | Jóhansson        | 1              | Porbergsson     | ½            | Gunnarsson            | ½            |                 |                 |                |                | Sigurjonsson   | 1              | 3    |
| 12                                 | NDK                                | Pietzsch         | ½              | Fuchs           | ½            |                       |              |                 |                 | Malich         | ½              | Zinn           | 1              | 2½   |
| 13                                 | Románia                            | Gheorghiu        | 1              | Ghiţescu        | ½            | Soós                  | 1            |                 |                 | Drimer         | 0              |                |                | 2½   |
| Szerzett pontszám (Játszmák száma) | Szerzett pontszám (Játszmák száma) | 11½ (16)         | 11½ (16)       | 11 (15)         | 11 (15)      | 11½ (15)              | 11½ (15)     | 4 (10)          | 4 (10)          | 8 (12)         | 8 (12)         | 11 (12)        | 11 (12)        |      |

### Az egyéni legjobb pontszerzők
Az elődöntőt és a döntőt figyelembe véve táblánként értékelték  a legjobb százalékos eredményt elért játékosokat. A magyarok közül Bárczay László egészen magas, 91,7%-os eredménnyel nyert egyéni aranyérmet a 2. tartalékok között (11 játszmát nyert 12-ből), amelyet az egész mezőnyben csak Mihail Tal szárnyalt túl 92,3%-kal (12 nyert játszma 13-ból). Rajta kívül Szabó László a 2. táblán ezüstérmet, Bilek István a 3. táblán bronzérmet szerzett. Jól teljesített Forintos Győző, aki tábláján a 4., és Portisch Lajos is, aki az 1. táblán az 5. legjobb eredményt érte el.

#### Első tábla
|               | Versenyző         | Ország                    | Döntő | Pont | Játszma | Százalék |
| ------------- | ----------------- | ------------------------- | ----- | ---- | ------- | -------- |
|               | Tigran Petroszján | Szovjetunió               | A     | 11,5 | 13      | 88,5     |
|               | Bobby Fischer     | Amerikai Egyesült Államok | A     | 15   | 17      | 88,2     |
|               | Wolfgang Uhlmann  | NDK                       | A     | 13   | 18      | 72,2     |
| Kaarle Ojanen | Finnország        | B                         | 13    | 18   |         | 72,2     |

#### Második tábla
|  | Versenyző         | Ország       | Döntő | Pont | Játszma | Százalék |
|  | ----------------- | ------------ | ----- | ---- | ------- | -------- |
|  | Oscar Panno       | Argentína    | A     | 14   | 18      | 77,8     |
|  | Szabó László      | Magyarország | A     | 11   | 15      | 73,3     |
|  | Heikki Westerinen | Finnország   | B     | 14,5 | 20      | 72,5     |

#### Harmadik tábla
|  | Versenyző               | Ország         | Döntő | Pont | Játszma | Százalék |
|  | ----------------------- | -------------- | ----- | ---- | ------- | -------- |
|  | Mihail Tal              | Szovjetunió    | A     | 12   | 13      | 92,3     |
|  | Rosendo Carrean Balinas | Fülöp-szigetek | C     | 15,5 | 20      | 77,5     |
|  | Bilek István            | Magyarország   | A     | 11,5 | 15      | 76,7     |

#### Negyedik tábla
|              | Versenyző            | Ország      | Döntő | Pont | Játszma | Százalék |
| ------------ | -------------------- | ----------- | ----- | ---- | ------- | -------- |
|              | Christian Langeweg   | Hollandia   | B     | 12   | 15      | 80       |
|              | Aleksandar Matanović | Jugoszlávia | A     | 10,5 | 14      | 75       |
| Leonid Stein | Szovjetunió          | A           | 9     | 12   |         | 75       |

#### Ötödik játékos (első tartalék)
|  | Versenyző               | Ország      | Döntő | Pont | Játszma | Százalék |
|  | ----------------------- | ----------- | ----- | ---- | ------- | -------- |
|  | Viktor Lvovics Korcsnoj | Szovjetunió | A     | 10   | 13      | 80,8     |
|  | Milan Matulović         | Jugoszlávia | A     | 12   | 15      | 80       |
|  | Hans Ree                | Hollandia   | B     | 11   | 15      | 73,3     |

#### Hatodik játékos (második tartalék)
|  | Versenyző          | Ország       | Döntő | Pont | Játszma | Százalék |
|  | ------------------ | ------------ | ----- | ---- | ------- | -------- |
|  | Bárczay László     | Magyarország | A     | 11   | 12      | 91,7     |
|  | Lev Polugajevszkij | Szovjetunió  | A     | 11   | 14      | 78,6     |
|  | İsmet İbrahimoğlu  | Törökország  | C     | 10   | 13      | 76,9     |